# 5 luglio
Il 5 luglio è il 186º giorno del calendario gregoriano (il 187º negli anni bisestili). Mancano 179 giorni alla fine dell'anno.

## Eventi
- 328 – Viene inaugurato solennemente il grande Ponte di Costantino, che connetteva le due sponde del Danubio fra le attuali Romania e Bulgaria
- 1098 – Con la bolla Quia propter prudentiam tuam, papa Urbano II istituisce l'Apostolica Legazia di Sicilia a favore di Ruggero I d'Altavilla
- 1294 – Dopo 27 mesi di conclave, viene eletto papa Celestino V
- 1610 – John Guy salpa da Bristol con altri 39 coloni, diretto verso Terranova
- 1687 – Viene pubblicato il Philosophiae Naturalis Principia Mathematica di Isaac Newton
- 1803 – La Convenzione di Artlenburg porta all'occupazione francese di Hannover (che era governata dai monarchi britannici)
- 1810 – A Bologna viene inaugurata l'Arena del Sole
- 1811 – Il Venezuela è la prima nazione sudamericana a dichiarare l'indipendenza dalla Spagna
- 1813 – Guerra del 1812: iniziano tre settimane di incursioni britanniche su Fort Schlosser, Black Rock e Plattsburgh (New York)
- 1814 – Guerra del 1812, battaglia di Chippawa[1]: il generale maggiore statunitense Jacob Brown sconfigge il generale britannico Phineas Riall a Chippawa (Ontario)
- 1830 – I francesi, sbarcati a Sidi Ferrudj il 14 giugno, entrano in Algeri e prendono il potere in Algeria
- 1841 – Thomas Cook organizza il primo pacchetto turistico, sancendo de facto la nascita del turismo in senso contemporaneo
- 1865
  - In Inghilterra viene promulgata la prima legge al mondo sui limiti di velocità
  - William Booth fonda la Missione cristiana, in seguito rinominata in Esercito della Salvezza
- 1884 – La Germania prende possesso del Camerun
- 1928 – Arturo Ferrarin e Carlo Del Prete, a bordo di un Savoia-Marchetti S.64, si aggiudicano il primato di volo su distanza in linea retta, volando per 7 188 km fra Montecelio (Roma) e Natal (Brasile)
- 1938 – L'Italia, il Giappone e il Manciukuò siglano a Tokyo un accordo commerciale
- 1940 – Seconda guerra mondiale: il Regno Unito e la Francia di Vichy interrompono le relazioni diplomatiche
- 1941 – Seconda guerra mondiale: le truppe tedesche raggiungono il fiume Dnepr
- 1943
  - Seconda guerra mondiale, battaglia di Kursk: inizia il più grande scontro fra carri armati della storia
  - Seconda guerra mondiale: la flotta di invasione alleata naviga verso la Sicilia
- 1945 – Seconda guerra mondiale: viene dichiarata la liberazione delle Filippine
- 1946 – Nasce il bikini, costume da bagno in due pezzi
- 1947 – All'Hotel de la Ville di Roma viene assegnato il primo Premio Strega, il cui vincitore è Ennio Flaiano con il romanzo Tempo di uccidere pubblicato da Longanesi
- 1950
  - Guerra di Corea, battaglia di Osan: primo scontro tra forze statunitensi e nordcoreane (Task Force Smith)
  - Sionismo: alla Knesset passa la Legge del ritorno che garantisce a tutti gli ebrei il diritto di immigrare in Israele
  - A Tokyo viene fondata l'azienda di giocattoli Bandai
- 1951 – William Shockley inventa il transistor a giunzione
- 1958 – Prima scalata del Gasherbrum I, 11ª vetta più alta del mondo
- 1960 – Durante uno sciopero popolare a Licata, la polizia spara sulla folla uccidendo Vincenzo Napoli, un giovane che stava difendendo un bambino picchiato dalla polizia stessa, ingigantendo ulteriormente la protesta fino alla distruzione di un ponte sul fiume Salso[2]
- 1962 – L'Algeria ottiene l'indipendenza dalla Francia e Ahmed Ben Bella ne è il primo capo dello Stato
- 1971 – L'età minima per votare negli Stati Uniti d'America viene portata da 21 a 18 anni per effetto del XXVI emendamento, certificato formalmente in questo giorno dal presidente Richard Nixon
- 1975
  - Arthur Ashe diventa il primo afroamericano a vincere il titolo del singolare nel Torneo di Wimbledon
  - Capo Verde ottiene l'indipendenza dal Portogallo
- 1986 – La Statua della Libertà viene riaperta al pubblico dopo un vasto restauro
- 1989 – Scandalo Iran-Contra: Oliver North viene condannato dal giudice distrettuale statunitense Gerhard A. Gesell, a tre anni con la condizionale, due di libertà vigilata, 150000 $ di multa e 1200 ore di servizio comunitario
- 1993 – La cantante islandese Björk pubblica il suo primo disco solista Debut
- 1994 – Jeff Bezos fonda a Seattle Amazon, il più grande e-commerce al mondo
- 1996 – Nei laboratori del Roslin Institute di Edimburgo nasce la pecora Dolly, il primo mammifero frutto di clonazione nella storia
- 1998
  - In Algeria entra in vigore una severa legge sull'arabizzazione
  - Il Giappone lancia una sonda spaziale verso Marte, unendosi così a USA e Russia alle nazioni che hanno esplorato il pianeta rosso
- 2003 – Taiwan è l'ultimo territorio a essere rimosso dalla lista delle aree affette dalla SARS stilata dall'Organizzazione mondiale della Sanità
- 2004 – Prime elezioni presidenziali in Indonesia
- 2005 – Il giornale britannico The Independent pubblica lo studio sulle orme di Homo sapiens trovate vicino al Lago Valsequillo (Messico) nel novembre 2003, in cui i ricercatori delle Università di Liverpool e Bournesmouth dichiarano che le orme risalgono circa 38-39000 anni fa, mentre si era sempre creduto che l'America non fosse stata colonizzata prima di 11500 anni fa
- 2007 – Viene messa in vendita la nuova Fiat 500
- 2012 – Viene inaugurato il grattacielo The Shard a Londra, l'edificio più alto d'Europa
- 2016 – La sonda spaziale Juno entra nell'orbita di Giove: è la prima volta che un veicolo spaziale arriva così vicino al più grande pianeta del Sistema solare[3]
- 2018 – La Lituania diviene il 38° membro dell'OCSE

## Nati
Ci sono circa 1 140 voci su persone nate il 5 luglio; vedi la pagina Nati il 5 luglio per un elenco descrittivo o la categoria Nati il 5 luglio per un indice alfabetico.

## Morti
Ci sono circa 470 voci su persone morte il 5 luglio; vedi la pagina Morti il 5 luglio per un elenco descrittivo o la categoria Morti il 5 luglio per un indice alfabetico.

## Feste e ricorrenze

### Civili
Nazionali:
- Algeria – Festa nazionale (indipendenza, 1962)
- Capo Verde – Festa nazionale (indipendenza, 1975)
- Isola di Man – Giorno di Tynwald (1266)
- Venezuela – Festa nazionale (indipendenza, 1811)

### Religiose
Cristianesimo:
- Sant'Antonio Maria Zaccaria, sacerdote
- Sant'Agatone, martire
- Sant'Asteio di Durazzo, vescovo e martire
- Sant'Atanasio di Gerusalemme, diacono e martire
- Sant'Atanasio l'Atonita
- Santa Cirilla di Cirene, martire
- San Domezio il medico, eremita
- Santa Febronia, venerata a Patti
- Santa Filomena di San Severino, venerata a San Severino Marche
- San Guglielmo di Hirsau, abate
- Santa Marta, madre di San Simeone Stilita il Giovane
- Santo Stefano di Nicea, vescovo
- Sante Teresa Chen Jinxie e Rosa Chen Aixie, vergini e martiri
- San Tommaso di Terreti, abate
- Santa Gwen Teirbron
- Santa Trifina, martire
- Santa Zoe, martire
- Beati Giorgio Nichols, Riccardo Yaxley, Tommaso Belson e Humphred Pritchard, martiri
- Beati Matteo Lambert, Roberto Meyler, Edoardo Cheevers e Patrizio Cavanagh, martiri

Religione romana antica e moderna:
- Poplifugia (Poplifugia Iovi)
- Ludi Apollinari, primo giorno